# José Aranguren de Aviñarro
José Aranguren de Aviñarro (Bilbao, Euskadi, 1821 - 1902) fou un compositor i pianista basc.
Estudià en el Conservatori de Madrid (1843), on guanyà per oposició una càtedra de composició (1861) en la qual va tenir entre altres alumnes el madrileny Julio Francés. És autor de diversos tractats, com ara el Mètode de piano (1855), el Promptuari pels cantants i instrumentistes (1861) o el Nou Mètode complet per a piano (1849), obres declarades de text en el Conservatori, així com d'una guia practica per facilitar l'estudi del Tractat d'harmonia del mestre Eslava i d'un gran nombre de composicions religioses que encara avui (2013) s'executen en moltes esglésies d'Espanya.
Es conserven obres seves als fons musicals de la basílica de Santa Maria d'Igualada (SMI) i de l'església parroquial de Sant Esteve d'Olot (SEO).